# Trận Hổ Lao Quan
Trận Hổ Lao Quan là một trận chiến hư cấu trong tiểu thuyết Tam Quốc Diễn nghĩa của nhà văn La Quán Trung. Trận đánh mô tả về cuộc chiến giữa thế lực quân sự do lãnh chúa Đổng Trác chỉ huy chống lại liên minh 18 lộ chư hầu (liên minh Quan Đông) do Viên Thiệu làm minh chủ. Trận đánh được hư cấu trên sự kiện chiến dịch chống lại Đổng Trác của các chư hầu vào năm 190. Trong trận đánh Hổ Lao Quan, đã mô tả nên hình ảnh hào hùng của các vị tướng và đặc biệt là trận đọ sức trực tiếp nổi tiếng giữa Lã Bố chống lại ba anh em Lưu Quan Trương hay còn gọi là Tam anh chiến Lã Bố trong Kinh kịch hay văn hóa Trung Quốc.

## Dàn trận
Sau khi Quan Vũ giết Hoa Hùng, Quân Hoa Hùng thua, chạy về cửa quan báo cho Lý Túc biết. Lý Túc viết giấy báo Đổng Trác. Đổng Trác khởi hai mươi vạn quân chia làm hai đường, một đường sai Lý Thôi, Quách Dĩ, đem năm vạn quân ra giữ cửa Dĩ Thủy, chỉ thủ không chiến, một đường thì đích thân Đổng Trác đem mười lăm vạn quân cùng với Lý Nho, Lã Bố, Phàn Trù, Trương Tế giữ cửa quan Hổ Lao. Đổng Trác sai Lã Bố lĩnh ba vạn quân ra trước quan, đóng một trại lớn còn Đổng Trác thì đóng đồn trên cửa quan.
Nhận được tin, Viên Thiệu họp các tướng lại bàn. Tào Tháo đề xuất chia quân ra, một nửa ra đó nghênh địch. Viên Thiệu cử Vương Khuông, Kiều Mạo, Pháo Tín, Viên Dị, Khổng Dung, Trương Dương, Đào Khiêm, Công Tôn Toản, tổng cộng tám vị chư hầu đến cửa Hổ Lao đón đánh. Tào Tháo thì dẫn quân đi lại tiếp ứng. Chư hầu đều khởi binh đến, thái thú Vương Khuông đi trước.
Lã Bố đem năm nghìn quân thiết kỵ lại. Vương Khuông đem quân mã, bày thành thế trận, cưỡi ngựa đứng dưới cửa cờ, trông thấy Lã Bố ra trận.

## Diễn biến
Vương Khuông thấy Lã Bố hỏi ai dám ra đánh thì đằng sau có một tướng vác ngọn giáo, thúc ngựa chạy ra, là một danh tướng ở Hà Nội, tên là Phương Duyệt. Hai ngựa giao nhau, chưa được năm hiệp, Phương Duyệt bị Lã Bố đánh một ngọn kích ngã xuống ngựa. Lã Bố xông thẳng vào. Quân Vương Khuông thua to, chạy tán loạn ra bốn mặt. Lã Bố xông xáo vào đám quân Khuông như chạy vào nơi không người. Nhưng Kiều Mạo, Viên Di đem hai cánh quân vừa đến, cứu được Vương Khuông, quân Lã Bố mới lui.
Lã Bố đến khiêu chiến. Chư hầu tám xứ đều lên ngựa kéo ra cả, chia quân ra làm tám đội ở trên gò cao. Bộ tướng của Trương Dương, thái thú Thượng Đẳng tên là Mục Thuận cầm ngọn giáo tế ngựa ra đánh, bị Bố đâm một ngọn kích chết lăn từ trên ngựa xuống đất. Tiếp đến một bộ tướng của Khổng Dung, tên là Vũ An Quốc, vác một cái dùi sắt, thúc ngựa chạy ra, Lã Bố đến, đánh nhau được mười hiệp, Lã Bố đưa một ngọn kích đánh gãy cánh tay Ngô An Quốc. Ngô An Quốc vứt dùi sắt chạy. Chư hầu tám xứ cùng đổ ra mới cứu được Ngô An Quốc. Lã Bố lui quân trở về
Tào Tháo đề xuất rằng Lã Bố anh hùng, không địch được, nên tập họp cả mười tám nước chư hầu để bàn nhau tìm kế gì đánh. Trong khi đang bàn bạc, Lã Bố lại kéo quân đến thách đánh. Công Tôn Toản vác ngọn giáo nhảy ra đánh Lã Bố, mới được vài hiệp, Công Tôn Toản thua chạy. Lã Bố thúc ngựa xích thố sấn lại đuổi, ngựa này chạy nhanh như bay. Lã Bố gần đuổi kịp Toản thì ở bên rìa đường, Trương Phi quát lớn: "Thằng đầy tớ ba họ kia đừng chạy nữa! Có Trương Phi người đất Yên đây!" Lã Bố thấy thế bỏ Công Tôn Toản, đánh nhau với Trương Phi.
Trương Phi hăng hái cố đánh Lã Bố. Hai người đánh nhau được hơn năm mươi hiệp chưa rõ bên nào thua bên nào được. Quan Vũ đứng ngoài thấy thế cầm thanh long yển nguyệt đến cùng đánh. Ba con ngựa đứng dàn kiểu chữ đinh, đánh nhau được ba mươi hiệp nữa hai người cũng vẫn không hạ được Lã Bố. Lưu Bị bấy giờ cũng cầm đôi gươm thúc ngựa chạy vào đánh giúp. Ba người vây tròn lấy Lã Bố đánh chẳng khác gì quân đèn cù. Có bài thơ như sau:
Vận Hán đến Hoàn Linh suy thế,
Vầng thái dương đã xế về Đoài.
Gian thần Đổng Trác ra oai,
Phế vua; Lưu Hiệp rụng rời thất kinh.
Hịch Tào Tháo truyền nhanh các trấn,
Chư hầu cùng nổi giận dấy binh.
Bản Sơ thủ lãnh đồng minh,
Thề nhau giúp Hán yên bình non sông.
Kia Lã Bố anh hùng ai sánh,
Khắp mọi người dũng mãnh nào bằng?
Áo ngoài giáp bạc sáng choang,
Đầu trên nhấp nhoáng mũ vàng ngù bông.
Mặt thú dữ trập trùng bảo đái,
Cánh phượng bay phấp phới cấm bào.
Vó câu gió chạy ào ào,
Kích hoa sáng quắc soi vào nước trong.
Ra cửa ải tranh hùng ai dám?
Các chư hầu thất đảm kinh hồn.
Trương Phi nhảy vọt ra liền,
Xà mâu một ngọn trận tiền giương uy;
Vểnh râu hổ gầm ghì thét mắng,
Xoe mắt tròn lóng lánh lân la.
Đánh nhau mê mải chưa tha,
Vân Trường nóng tiết nhảy ra xông vào.
Nhoáng màu tuyết, ngọn đao sắc nước,
Áo chiến bào quắc thước màu hoa.
Quỷ thần thét, tiếng ngựa ra,
Căm căm khí tức, mắt hoa đỏ ngầu.
Huyền Đức cũng giục mau ngựa nhảy.
Múa đôi gươm vùng vẫy ra oai.
Ba người vây bọc vòng ngoài;
Kẻ đâm người đỡ liền tay không rời.
Tiếng quát tháo lay trời động đất,
Sát khí bay cao ngất mây xanh,
Ôn Hầu thế núng nhìn quanh,
Quay đầu ngựa chạy về nhanh núi nhà,
Cán họa kích đảo đà tếch trước,
Cờ ngũ hành xơ xác bướm bay.
Giật cương chạy rẽ đường mây,
Hổ Lao trại ấy tọt ngay vào thành.
Lã Bố cố sức chống đỡ không nổi, bèn nhắm giữa mặt Lưu Bị phóng vờ một ngọn kích. Lưu Bị tránh được. Lã Bố mở góc của trận, cắp đao ngược kích, phi ngựa chạy về. Ba người thúc ngựa sấn vào, quân mã tám xứ đều reo ầm lên, xô cả ra đánh. Quan Lã Bố chạy về trên cửa Hổ Lao. Ba người theo sau đuổi mãi. Chư hầu tám xứ cùng mời Lưu, Quan, Trương đến mừng công rồi sai người về trại Viên Thiệu báo tin mừng.

## Hậu chiến
Sau thất bại tại Hổ Lao Quan, Đổng Trác bỏ về thành Lạc Dương, tình thế nguy ngập, Lý Nho đề xuất Đổng Trác dời đô về Trường An để phòng thủ. Đổng Trác cho đốt Lạc Dương và đem toàn bộ dân quan về Trường An. Triệu Xầm, tướng phòng thủ Phí Thủy Quan nghe tin liền đầu hàng, dâng cửa ải cho Tôn Kiên, Tôn Kiên liền kéo quân vào Lạc Dương và lục lọi tìm được ngọc tỷ truyền quốc.

## Các phiên bản khác nhau
Có 8 phiên bản "Tam anh chiến Lữ Bố" khác nhau:
1. Bản Gia Tĩnh: Lã Bố thấy vậy, bỏ qua Công Tôn Toản, quay sang đánh với Trương Phi. Phi trổ thần uy, giao chiến với Lã Bố. Bát lộ chư hầu thấy Phi chiêu thức có phần tán loạn, Lã Bố đánh càng hăng. Trương Phi bộc phát, hét lên một tiếng. Vân Trường thúc ngựa xông lên, múa Thanh long Yển nguyệt đao 82 cân, đến giáp công Lã Bố.
2. Bản Hạ Chấn Vũ: Lã Bố thấy vậy, bỏ qua Công Tôn Toản, quay sang đánh với Trương Phi. Phi tinh thần phấn chấn, giao chiến với Lã Bố. Liên tục đấu nhau hơn 50 hiệp, vẫn chưa ai hơn. Vân Trường thấy Trương Phi bỏ mất tiên cơ, nổi giận, múa Thanh long Yển nguyệt đao 82 cân, đến giáp công Lã Bố.
3. Bản Lý Trác Ngô: Lã Bố thấy vậy, bỏ qua Công Tôn Toản, quay sang đánh với Trương Phi. Phi trổ thần uy, giao chiến với Lã Bố. Bát lộ chư hầu nhất loạt hò hét trợ chiến. Vân Trường thấy Trương Phi chiêu thức có phần tán loạn, Lã Bố đánh càng hăng. Trương Phi bộc phát, hét lên một tiếng. Bát lộ chư hầu thấy Trương Phi đánh với Lã Bố, bèn kết thành trận thế, lên ngựa kéo ra cổng thành đứng xem hai tướng đánh nhau đến 50 hiệp bất phân thắng bại, Vân Trường thúc ngựa xông lên, múa Thanh long Yển nguyệt đao 82 cân, đến giáp công Lã Bố.
4. Bản Diệp Phùng Xuân: Lã Bố thấy vậy, bỏ qua Công Tôn Toản quay sang đánh với Trương Phi, Phi trổ thần uy, giao chiến với Lã Bố. Bát lộ chư hầu nhất loạt hò hét trợ chiến. Quan Vân Trường thấy Phi chiêu thức có phần tán loạn, Lã Bố đánh càng hăng, Trương Phi bộc phát, hét lên một tiếng. Bát lộ chư hầu thấy Trương Phi đánh với Lã Bố, bèn kết thành trận thế, lên ngựa kéo ra cổng thành đứng xem. Hai tướng đấu đến 50 hiệp, bất phân thắng bại. Vân Trường thúc ngựa xông lên, múa Thanh long đao 82 cân lại đánh Lã Bố.
5. Bản Thang Tân Doãn: Lã Bố thấy vậy, bỏ qua Công Tôn Toản quay sang đánh với Trương Phi. Phi trổ thần uy, giao chiến với Lã Bố. Bát lộ chư hầu nhất loạt hò hét trợ chiến. Quan Vân Trường thấy Phi chiêu thức có phần tán loạn, Lã Bố đánh càng hăng, Trương Phi bộc phát, hét lên một tiếng. Bát lộ chư hầu thấy Trương Phi đánh với Lã Bố, bèn kết thành trận thế, lên ngựa kéo ra cổng thành đứng xem. Hai viên tướng đấu đến 50 hiệp, bất phân thắng bại. Vân Trường thúc ngựa xông lên, múa Thanh long đao 82 cân lại đánh Lã Bố.
6. Bản Dư Tượng Đấu: Lã Bố thấy vậy, bỏ qua Công Tôn Toản quay sang đánh với Trương Phi. Phi trổ thần uy, giao chiến với Lã Bố. Bát lộ chư hầu nhất loạt hò hét trợ chiến. Quan Vân Trường thấy Phi chiêu thức có phần tán loạn, Lã Bố đánh càng hăng, Trương Phi bộc phát, hét lên một tiếng. Bát lộ chư hầu thấy Trương Phi đánh với Lã Bố, bèn kết thành trận thế, lên ngựa kéo ra cổng thành đứng xem. Hai viên chiến tướng đấu đến 50 hiệp, bất phân thắng bại, Vân Trường thúc ngựa xông lên, múa Thanh long đao 82 cân lại đánh Lã Bố.
7. Bản Hoàng Chính Phủ: Lã Bố bèn bỏ Công Tôn Toản, quay sang đánh với Trương Phi. Đánh nhau 50 hiệp bất phân thắng bại. Vân Trường múa Thanh long đao đến giáp công Lã Bố.
8. Bản Mao Tôn Cương: Lã Bố thấy vậy, bỏ qua Công Tôn Toản, quay sang đánh với Trương Phi. Phi phấn chấn tinh thần, giao chiến với Lã Bố. Liên tục đấu nhau hợn 50 hiệp, bất phân thắng bại. Vân Trường thấy vậy, bèn thúc ngựa, múa Thanh long Yển nguyệt đao 82 cân, đến giáp công Lã Bố.

## Lịch sử
Đây là một trận đánh không có trong sử sách và được hư cấu trong văn hóa từ tác phẩm của Tam quốc diễn nghĩa.
- Lã Bố chỉ được nhắc tới trong chính sử là người thông thao cung, ngựa, không hề được khen ngợi về vũ lực cá nhân.
- Hổ Lao quan là cửa ải được đắp vào thời nhà Đường.
- Ba anh em Lưu Quan Trương không tham gia vào liên minh 18 lộ chư hầu và không tham dự vào trận Hổ Lao Quan vì lúc này họ đang đánh nhau với quân Khăn Vàng ở Hạ Bì.

Trong lịch sử đã từng xảy ra cuộc đối đầu giữa quân liên minh chư hầu và Đổng Trác, cả Đổng Trác và Lữ Bố đều đích thân tham chiến, nhưng lại xảy ra ở Đại Cốc quan (大谷关) sâu hơn về phía Nam. Trong trận chiến này, cả Lữ Bố và Đổng Trác đều bị Tôn Kiên đánh bại. Sách Hậu Hán thư, Đổng Trác ký, ghi lại rằng Lữ Bố đã bị Tôn Kiên đánh bại hai lần:
- Lần đầu tiên ở Dương Nhân (阳人): Đổng Trác sai Lữ Bố và Hồ Chẩn đi tấn công Tôn Kiên. Lữ Bố và Hồ Chấn mâu thuẫn nhau, khiến quân đội Tôn Kiên nhân cơ hội tấn công, buộc quân Đổng Trác phải rút lui.[1][2]
- Lần thứ hai ở Lạc Dương (洛阳): Đổng Trác đích thân dẫn quân đối đầu với Tôn Kiên tại lăng mộ Hán đế. Đổng Trác bị đánh bại và rút lui. Tôn Kiên tiến vào  vào cổng Dương Môn ở Lạc Dương, đánh đuổi Lữ Bố.[3][4]

## Trong trò chơi điện tử
Trận Hổ Lao Quan được tái hiện sống động trong loạt trò chơi Dynasty Warriors hay trò chơi Sangokushi Sousouden (đều của hãng Koei).